# Lesley Manyathela
Lesley Phuti Manyathela (ur. 4 września 1981 – zm. 9 sierpnia 2003) był południowoafrykańskim piłkarzem. Był wychowankiem klubu Orlando Pirates Johannesburg.

## Kariera klubowa
W sezonie 2002/03 (ostatnim przed śmiercią) zdobył 22 gole (18 w lidze i 4 w pucharach), dzięki czemu zdobył tytuł króla strzelców Premier Soccer League i pomógł Orlando Pirates w zdobyciu mistrzostwa kraju.

## Kariera reprezentacyjna
W reprezentacji RPA zadebiutował w 2002 roku w spotkaniu przeciwko Arabii Saudyjskiej. Ogólnie w narodowych barwach rozegrał 9 spotkań i zdobył 4 bramki.

## Śmierć
Manyathela zginął 9 sierpnia 2003 roku w wypadku samochodowym. Miał on miejsce w prowincji Limpopo, w pobliżu jego rodzinnego miasta Musiny. Przed sezonem 2003/04 trofeum dla najlepszego strzelca południowoafrykańskiej ekstraklasy zostało nazwane jego imieniem i nazwiskiem.